# مستشفى سيسمانوجليو العام
مستشفى سيسمانوجليو العام (Γενικό Νοσοκομείο Σισμανόγλειο) في فريليسيا، أثينا. هي واحدة من أكبر المستشفيات العامة في اليونان. اسمها في كاثاريفوسا هو سيسمانوجليو (Σισμανόγλειον).
خلال وباء إنفلونزا الخنازير عام 2009، عالج سيزمانوجليون أول مريض بإنفلونزا الخنازير في اليونان.

## روابط خارجية
"التطبيب عن بعد: تجربة سجلات مستشفى سيسمانوجليو العلمية لسيسمانوجليو 2000". السجلات العلمية لسيسمانوجليو، 2000، 1 (1)؛ 41-5. مؤرشف من الأصل في 2016-03-03. {{استشهاد ويب}}: الوسيط غير المعروف |URL status= تم تجاهله (مساعدة)